# Jean-Pierre Froidebise
Jean-Pierre Froidebise est un musicien, auteur-compositeur et chanteur belge né à Liège en 1957, fils de Pierre Froidebise.

## Biographie
Guitariste autodidacte au départ, Jean-Pierre Froidebise  a ensuite suivi les cours d'harmonie de Steve Houben (avec qui il jouera plus tard ) et fréquenté Bill Frisell et Serge Lazarevitch.
Il a joué avec Pierre Rapsat, Beverly Jo Scott, Pascal Charpentier, Christiane Stefanski et Jacques-Ivan Duchesne dans les années 1980.
Il est guitariste lors du concours Eurovision de la chanson 1986 et joue avec Juliette Greco, Nicoletta, Michel Fugain, Salvatore Adamo, etc. lors d'émissions de la RTBF.
Il travaille également avec Daniel Willem, le premier violoniste belge à utiliser un violon électrique et crée avec lui le fort éphémère groupe Tambourine Men, qui retrace le parcours de Bob Dylan.
Avec le groupe Such A Noise, il sort 4 albums entre 1991 et 1996, et participe à une tournée en Europe, réalisant la première partie des concerts de Deep Purple, Peter Gabriel, John Hammond, Luther Allison, Albert Collins, Robben Ford, joue en compagnie d'Uli jon Roth et Randy Hansen lors de concerts en hommage Jimi Hendrix.
En 1995, il est l'un des musiciens de la compagnie Feria Musica pour la création de Liaisons dangereuses, spectacle répété et né au château de Hermalle-sous-Huy, et il accompagne cette troupe, pendant plusieurs années, dans ses tournées européennes.
Lead guitar dans la version française de l'opéra-rock Jesus Christ Superstar en 2004, il a participé à la création de la pièce de théâtre Sokott mis en scène par Frédéric Dussenne l'année suivante, puis va enregistrer trois albums solo : Freezing to the bone (blues), Eroticomobile (chanson française) et Soft Music for Broken hearts (en français et anglais, 2008).
En 2010 (où il participe aux Francofolies de Spa ), il a sorti avec René Stock et Marcus Weymaere The mind parasites, avec de nouvelles compositions et des reprises de blues, de Bob Dylan, de Jimi Hendrix, et un hommage à Rory Gallagher. En 2011, il sort Live @ the Montmartre. 
Il a donné de nombreuses master-class et a exercé comme professeur de guitare et animateur de stages d'été aux Jeunesses musicales Wallonie Bruxelles et dans des foyers culturels.
Il s'est produit en duo avec Steve Houben, avec la virtuose chinoise Liu Fang ainsi qu'avec sa sœur Anne Froidebise aux grands orgues ; il a occasionnellement accompagné la chanteuse américaine Lea Gilmore.
Il a aussi été l'initiateur du quatuor belge Froidebise, en s'associant avec Thierry Crommen (harmonica), Jack Thysen guitare basse et Marc Descamps batterie, pour un répertoire rock, funk, électro, jazz-rock et ballades.
Avec le guitariste de jazz Jacques Pirotton, il monte actuellement un quartet orienté jazz-rock,
Jean-Pierre Froidebise a également créé le " Froidebise Orchestra ", groupe composé de onze musiciens, trois violonistes issues du classique, une section de 3 cuivres de musiciens de jazz, une rythmique rock-funk, un percussionniste et un harmoniciste. L'enregistrement d'un album studio  chez Homerecords a eu lieu l'été 2014, le CD est sorti le 2 mars 2015. 
Avec la complicité du luthier Jérôme Nahon, un prototype de théorbe électrique, le Théorbaster est créé pendant l'été 2014 (principe du théorbe et de l'archiluth renaissant, sept cordes basses ajoutées à une guitare Stratocaster), qui fera l'objet d'une production avec trio de violons dans le courant 2015.
Jean-Pierre Froidebise est apprécié pour ses compositions, ses solos de guitare qu'il pousse au paroxysme mais aussi pour ses textes et son humour parfois décapant.
Le dimanche 5 avril 2015, il est l'invité de Marc Ysaye dans l'émission « Les Classiques » sur la chaîne radio Classic 21.
En 2016, il tourne dans plusieurs épisodes de la web-série Jézabel dans laquelle il incarne un vieux rockeur que l'héroïne rencontre dans un bar d'Ostende. Le chanteur raconte à ce sujet que les responsables du casting qui cherchaient un acteur chanteur et guitariste l'ont trouvé sur Wikipédia en français.